# Aleuroplatus malayanus
Aleuroplatus malayanus là một loài côn trùng cánh nửa trong họ Aleyrodidae, phân họ Aleyrodinae.
Aleuroplatus malayanus được Takahashi miêu tả khoa học đầu tiên năm 1955.